# كلية الأعمال (جامعة الإسكندرية)
كلية التجارة والأعمال بجامعة الإسكندرية هي إحدى كليات جامعة الإسكندرية، تمنح درجة بكالوريوس التجارة، إضافة إلى الدرجات العلمية الأعلى كالماجستير والدكتوراة. تأسست عام 1942. تقع مبانيها بمجمع الكليات النظرية بمنطقة الشاطبي وسط الإسكندرية.

## تاريخ
تأسست الكلية بمقضى القانون رقم 32 لسنة 1942 والخاص بإنشاء وتنظيم جامعة فاروق الأول . بدأت الدراسة فيها في 17 1942 بأحد مبانى المدرسة العباسية بمحرم بك ( مبنى كلية العلوم حالياً )، وفي عام 1961 إنتقلت إلى المبنى الحالي بمجمع الكليات النظرية بأرض الجامعة بسوتير، ومنذ ذلك الحين أنشأت الكلية عدة أبنية جديدة لإستيعاب الأعداد المتزايدة من الطلاب والأنظمة التعليمية بالكلية، بلغ عدد الطلاب في العام الجامعي الأول 56 طالباً.
في يونيو 1946 تخرجت أول دفعة طلاب من الكلية تحمل درجة البكالوريوس في التجارة. في العام الجامعي 1949/ 1950 أضيفت شعبة الاقتصاد ثم اضيفت شعبة العلوم السياسية في عام 1956/ 1957، وتلتها شعبة الدراسات المالية والجمركية عام 1983/ 1984، وأخيراً شعبة نظم المعلومات الإدارية والحاسب الآلى في عام 2005/ 2006.

## الأقسام
ضمت الكلية حتى العام الجامعي 2013 / 2014 الاقسام التالية:
- المحاسبة.
- إدارة الأعمال.
- الاقتصاد.
- العلوم السياسية.
- الدراسات المالية والجمركية.
- الإحصاء.
- نظم المعلومات الإدارية
- الحاسب الآلي

## البرامج الدراسي
مدة الدراسة في مرحلة البكالوريوس تبلغ أربع سنوات دراسية مقسمة إلى ثمانية فصول، وكل فصل مدته 15 أسبوع، ولكل فصل دراسي امتحان خاص به، على أن تكون نتيجة السنة الدراسية وحدة واحدة ، ويكون التخصص بالنسبة لجميع الشعب الدراسية بالكلية من السنة الثالثة.
استحدثت الكلية منذ تأسيسها العديد من البرامج بهدف مواكبة سياسة تطوير التعليم وتلبية إحتياجات الطلاب، تضم الكلية اليوم سبعة أقسام علمية وخمسة وحدات ذات طابع خاص وتمنح درجات البكالوريوس والدكتوراه والماجستير والدبلوم بالإضافة إلى دبلومات معاهد الدراسات العليا المتخصصة.

## تغير الاسم
تعتبر كلية التجارة بجامعة الإسكندرية أول كلية حكومية تغير اسمها في مصر. ففي يوم الأربعاء 19 ديسمبر2018 وافق مجلس كلية التجارة جامعة الإسكندرية على تغيير اسم الكلية إلى كلية العلوم المالية والإدارية، ليعكس ما تقدمه الكلية من تخصصات مختلفة.
ومن المقرر ان يتم تغيير مكان الكلية من المكان المتعارف علية بجوار مكتبة الأسكندرية في مجمع الكليات النظرية الي قرية ابيس العاشرة بجوار كلية الطب البيطري جامعة الاسكندرية مع كلية الحقوق ايضاً بداية من 2022 ميلادياً.

## وصلات خارجية
- الموقع الرسمي للكلية